# Andy Thomas
Andrew Sydney Withiel Thomas (Adelaida, Australia, 18 de diciembre de 1951) es un astronauta australiano-estadounidense que trabaja para la NASA. Está casado con Shannon Walker, una científica y astronauta estadounidense de la misma agencia.